# صدف راه‌راه خونی
صدف راه‌راه خونی به معنی صدف قرمز (به ژاپنی: アカガイ Akagai) (نام علمی: Anadara granosa) یکی از انواع دوکفه‌ای‌ها است. این نوع صدف یکی از انواع سوشی است.
این گونه از لحاظ غذایی دارای ارزش اقتصادی زیادی می‌باشد  و در صنعت آبزی‌پروری بسیار مورد توجه است. در استان چجیانگ در چین، این گونه پرورش داده می‌شود.